# Victor François de Montchenu
Victor François de Montchenu, est un général français né le 6 juillet 1758 à Thodure (Isère) et décédé le 12 janvier 1849 à Paris. 

## Biographie
Issu d'une des plus anciennes familles du Dauphiné, vouée depuis plusieurs siècles à la carrière des armes, il est admis, encore enfant, à l'École des chevau-légers. Il avait obtenu, en 1775, en entrant dans sa douzième année, une sous-lieutenance au régiment du Roi-Infanterie , où les emplois étaient réservés aux fils de famille les plus recommandables par leur noblesse et leurs services. Il était capitaine dans ce corps à l'affaire de Nancy, et se trouvait à côté du lieutenant Désilles, lorsque ce jeune officier périt victime de son dévouement, en se jetant à la bouche d'un canon, dans l'espoir d'arrêter la lutte engagée entre les patriotes et les troupes de M. de Bouillé.
Constamment attaché aux principes monarchiques, lorsque de Montchenu vit en 1792 que la cause royale était irrévocablement séparée de celle de la nation, il quitta la France et rejoignit l'armée des Princes, où il servit en qualité d'aide de camp du général Livarot. En mars 1793 il assistait à la défense de Maastricht contre l'armée de Dumouriez, et pendant les campagnes de 1794 et 1795, il servait en qualité d'aide-major au régiment de Broglie , à la solde de l'Angleterre.
Rentré en France à la paix de 1814, de Montchenu reçut la croix de Saint-Louis, le 13 août, et le brevet de maréchal de camp le 30 décembre de la même année. En 1816, son frère aîné, Claude Marin Henri de Montchenu, fut envoyé en qualité de commissaire du gouvernement français à Sainte-Hélène pour y surveiller la présence de Napoléon Ier.
Sous la Restauration, le général de Montchenu a exercé les fonctions d'inspecteur général d'infanterie. Il a été successivement nommé chevalier, puis officier de la Légion d'honneur, le 18 mai 1820, et 1er mai 1821.
Après les événements de 1830, il a cessé de servir, a été admis à la retraite au mois de février 1835 et est mort à Paris le 12 janvier 1849, âgé de 85 ans.

## Source
« Victor François de Montchenu », dans Charles Mullié, Biographie des célébrités militaires des armées de terre et de mer de 1789 à 1850, 1852 [détail de l’édition]
1. ↑  « https://francearchives.fr/fr/file/ad46ac22be9df6a4d1dae40326de46d8a5cbd19d/FRSHD_PUB_00000355.pdf »